# Пољска на Зимским олимпијским играма 2010.
Пољска је учествовала на свим Зимским олимпијским играма одржаним до сада. На Играма 2010. у Ванкуверу у Британској Колумбији у Канади, Пољску је представљало 47 такмичара (25 мушкараца и 20 жена) који су се такмичили у 11 дисциплина.
На свечаном отварању заставу Пољске носио је брзи клизач Конрад Њеђвједски, а на затварању игара брза клизачица Катажина Бахледа-Цуруш.
У укупнпм пласману Пољска је заузела 15 место са 6 освојених медаља. од којих је 1 златна, 3 сребрне и 2 бронзане.
Ово је било науспешније учешће Пољске на Зимским олимпијским играма. 
Успех је покварила такмичарка у скијашком трчању Корнелија Марек која је после трке штафета била позитивна на познати крвни допинг EPO. Налаз је потврђен и на другој (накнадној) контроли 12. марта, па је дисквалификована, а сви њени појединачни резултаи су поништени, као и резултат пољске штафете у скијашком трчању.

## Освајачи медаља
Пољска је освојила 1 златну, 3 сребрне и 2 бронзане.

### Злато
- Јустина Ковалчик – Скијашко трчање, масовни старт 30 км класично

### Сребро
- Јустина Ковалчик – Скијашко трчање, спринт класично
- Адам Малиш – Скијашки скокови, мала скакаоница
- Адам Малиш – Скијашки скокови, велика скакаоница

### Бронза
- Јустина Ковалчик – Скијашко трчање, 15 км потера
- Катажина Бахледа-Цуруш,
Луиза Злотковска,
Катажина Возњак– Брзо клизање, потера екипно

## Учесници по спортовима
| Спорт                           | Мушкарци | Жене | Укупно |
| ------------------------------- | -------- | ---- | ------ |
| Алпско скијање                  | 0        | 1    | 1      |
| Биатлон                         | 2        | 4    | 6 {*}  |
| Боб                             | 4        | 0    | 4 {*}  |
| Брзо клизање                    | 6        | 4    | 10     |
| Брзо клизање на кратким стазама | 1        | 2    | 3      |
| Санкање                         | 1        | 1    | 2      |
| Скијашки скокови                | 5        | 0    | 5      |
| Скијашко трчање                 | 2        | 4    | 6      |
| Слободно скијање                | 0        | 1    | 1      |
| Сноубординг                     | 2        | 1    | 3      |
| Уметничко клизање               | 2        | 2    | 4      |
| Укупно(11)                      | 25       | 20   | 45 {*} |

- У тим дисиплинама је била по једна резерва у биатлону Паулина Бобак а у бобу Марћин Плахета. Они су били присутни, али нису нису наступили на играма.

## Алпско скијање

### Жене
| Такмичарка                 | Дисциплина       | Резултати          | Резултати         | Резултати     | Резултати     | Резултати     |
| Такмичарка                 | Дисциплина       | 1. вожња           | 2. вожња          | Укупно        | Заостатак     | Пласман       |
| -------------------------- | ---------------- | ------------------ | ----------------- | ------------- | ------------- | ------------- |
| Агњешка Гонсјењица-Данијел | Слалом           | 57,06 (46 )        | 55,13 (32)        | 1:52,19       | 9,30          | 35 / 55 (87)  |
| Агњешка Гонсјењица-Данијел | Суперкомбинација | спуст 1:30,28 (29) | слалом 45,96 (15) | 2:16,24       | 7,10          | 25 / 28 (35)  |
| Агњешка Гонсјењица-Данијел | Велеслалом       | Није завршила      | Није завршила     | Није завршила | Није завршила | Није завршила |
| Агњешка Гонсјењица-Данијел | Спуст            |                    |                   | 1:55,10       | 10,91         | 32 / 37 (45)  |
| Агњешка Гонсјењица-Данијел | Супервелеслалом  |                    |                   | 1:24,31       | 4,17          | 23 / 38 (53)  |

## Биатлон

### Мушкарци
| Такмичар     | Дисциплина    | Резултати | Резултати   | Резултати | Резултати     |
| Такмичар     | Дисциплина    | Време     | Промашаји   | Заостатак | Пласман/учес. |
| ------------ | ------------- | --------- | ----------- | --------- | ------------- |
| Томаш Сикора | Спринт        | 6:16,2    | 2 (0+2)     | 2:08,4    | 29 / 87 (88)  |
| Томаш Сикора | Појединачно   | 49:43,8   | 2 (1+1+0+0) | 1:21,3    | 7 / 88 (88)   |
| Томаш Сикора | Потера        | 35:14,3   | 3 (1+1+0+1) | 1:35,9    | 18 / 59 (60)  |
| Томаш Сикора | Масовни старт | 36:13,1   | 3 (2+1+0+0) | 37,4      | 11 / 30 (30)  |
| Лукаш Шчурек | Спринт        | 29:02,0   | 2 (1+1)     | 4:54,2    | 85 / 87 (88)  |
| Лукаш Шчурек | Појединачно   | 54:36,7   | 3 (1+0+1+1) | 6:14.2    | 59 / 88 (88)  |

### Жене
| Такмичарка                                                       | Дисциплина    | Резултати                                 | Резултати                                        | Резултати         | Резултати         |                   |
| Такмичарка                                                       | Дисциплина    | Време                                     | Промашаји                                        | Заостатак         | Пласман/учес.     |                   |
| ---------------------------------------------------------------- | ------------- | ----------------------------------------- | ------------------------------------------------ | ----------------- | ----------------- | ----------------- |
| Агњешка Цил                                                      | Спринт        | 21:55,2                                   | 2 (0+2)                                          | 1:59.6            | 42 / 87 (88)      |                   |
| Агњешка Цил                                                      | Потера        | 33:08,4                                   | 1 (1+0+0+0)                                      | 2:52,4            | 25 / 57 (60)      |                   |
| Агњешка Цил                                                      | Појединачно   | 42:32,5                                   | 1 (0+1+0+0)                                      | 1:39,7            | 7 / 86 (87)       |                   |
| Агњешка Цил                                                      | Масовни старт | 37:54,7                                   | 5 (0+1+2+2)                                      | 2:35,1            | 23 / 30 (30)      |                   |
| Магдалена Гвиздоњ                                                | Спринт        | 21:48,9                                   | 2 (0+2)                                          | 1:53.3            | 35 / 87 (88)      |                   |
| Магдалена Гвиздоњ                                                | Потера        | 33:45,8                                   | 2 (0+1+1+0)                                      | 3:29,8            | 31 / 57 (60)      |                   |
| Магдалена Гвиздоњ                                                | Појединачно   | 46:46,7                                   | 4 (0+3+1+0)                                      | 5:53,9            | 59 / 86 (87)      |                   |
| Магдалена Гвиздоњ                                                | Масовни старт | Није се пласирала                         | Није се пласирала                                | Није се пласирала | Није се пласирала | Није се пласирала |
| Вероњика Новаковска                                              | Спринт        | 33:24,2                                   | 2 (0+0+1+1)                                      | 3:08,2            | 36 / 87 (88)'     |                   |
| Вероњика Новаковска                                              | Потера        | 44:29,1                                   | 3 (0+1+0+2)                                      | 3:36,3            | 28 / 57 (60)      |                   |
| Вероњика Новаковска                                              | Појединачно   | 41:57,5                                   | 1 (0+0+0+1)                                      | 1:04,7            | 5 / 86 (87)       |                   |
| Вероњика Новаковска                                              | Масовни старт | 37:34,0                                   | 4 (1+2+1+0)                                      | 2:14,4            | 21 / 30 (30)      |                   |
| Кристина Палка                                                   | Спринт        | 20:54,3                                   | 0 (0+0)                                          | 58,7              | 21 / 87 (88)      |                   |
| Кристина Палка                                                   | Потера        | 33:07,6                                   | 2 (1+0+1+0)                                      | 2:51,6            | 24 / 57 (60)      |                   |
| Кристина Палка                                                   | Појединачно   | 43:09,6                                   | 1 (0+1+0+0)                                      | 2:16,8            | 15 / 86 (87)      |                   |
| Кристина Палка                                                   | Масовни старт | 37:22,6                                   | 1 (1+0+0+0)                                      | 2:03,0            | 20 / 30 (30)      |                   |
| Кристина Палка Магдалена Гвиздоњ Вероњика Новаковска Агњешка Цил | Штафета       | 1:12:54,3 18:21,2 19:10,2 17:55,7 17:27,2 | 13 (0+5 1+7) 4 (0+2 0+2) 7 (0+3 1+3) 1 (0+0 0+1) | 3:18,0            | 12 / 19 (19)      |                   |

- У биатлону била је пријављена и Паулина Бобак, али није наступила ни у једној трци.

## Боб
| Такмичар                                              | Дисциплина | Финале   | Финале   | Финале   | Финале   | Финале  | Финале       |
| Такмичар                                              | Дисциплина | 1. вожња | 2. вожња | 3. вожња | 4. вожња | Укупно  | Пласман      |
| ----------------------------------------------------- | ---------- | -------- | -------- | -------- | -------- | ------- | ------------ |
| Давид Купчик Марћин Њевјара                           | Двосед     | 52,45    | 52,91    | 52,42    | 52,72    | 3:30,50 | 16 / 22 (27) |
| Давид Купчик Павел Мроз Марћин Њевјара Михал Зблевски | Четворосед | 51,94    | 51,96    | 52,32    | 52,28    | 3:28,53 | 14 / 21 (25) |

- У бобу четвороседу био је као резерва пријављен Марћин Плахета, који није учествовао у такмичењу.

## Брзо клизање

### Мушкарци
| Такмичар              | Дисциплина    | 1 трка | 1 трка  | 2 трка | 2 трка  | Финале   | Финале    | Финале       |
| Такмичар              | Дисциплина    | Време  | Пласман | Време  | Пласман | Време    | Заостатак | Пласман      |
| --------------------- | ------------- | ------ | ------- | ------ | ------- | -------- | --------- | ------------ |
| Маћеј Бјега           | 500 метара    | 36,642 | 38      | 37,934 | 38      | 74,57    | 4,75      | 38 / 38 (39) |
| Збигњев Бродка        | 1.500 метара  |        |         |        |         | 1:49,45  | 3,88      | 27 / 37 (37) |
| Славомир Хмура        | 5.000 метара  |        |         |        |         | 6:33,20  | 18,60     | 16 27 (28)   |
| Себастијан Друшкјевич | 10.000 метара |        |         |        |         | 13:49,31 | 49,40     | 14 / 14 (16) |
| Конрад Њеђвједски     | 500 метара    | 36,183 | 33      | 36,179 | 30      | 72,36    | 2,54      | 31 /38 (39)  |
| Конрад Њеђвједски     | 1.000 метара  |        |         |        |         | 1:11,24  | 2,30      | 27 / 38 (38) |
| Конрад Њеђвједски     | 1.500 метара  |        |         |        |         | 1:48,15  | 2,58      | 17 / 37 (37) |
| Маћеј Устинович       | 500 метара    | 35,596 | 22      | 35,753 | 22      | 71,35    | 1,52      | 22 / 38 (39) |
| Маћеј Устинович       | 1.000 метара  |        |         |        |         | 1:12,10  | 3,16      | 32 / 38 (38) |

### Жене
| Такмичарка             | Дисциплина   | Финале  | Финале    | Финале            |
| Такмичарка             | Дисциплина   | Време   | Заостатак | Пласман/ук. учес. |
| ---------------------- | ------------ | ------- | --------- | ----------------- |
| Катажина Бахледа-Цуруш | 1.500 метара | 1:59,53 | 2,64      | 15 / 36 (36)      |
| Наталија Червонка      | 1.500 метара | 2:05,00 | 8,11      | 36 / 36 (36)      |
| Катажина Возњак        | 3.000 метара | 4:22.35 | 19,82     | 28 / 28 (28)      |
| Луиза Злотковска       | 1.500 метара | 2:04,01 | 7,12      | 34 / 36 (36)      |
| Луиза Злотковска       | 3.000 метара | 4:19,13 | 16,60     | 24 / 28 (28)      |

Потера екипно
| Екипа                                                     | Дисциплина    | Четвртфинале         | Полуфинале           | Финале                                              | Финале  |
| Екипа                                                     | Дисциплина    | Противник Време      | Противник Време      | Противник Време                                     | Пласман |
| --------------------------------------------------------- | ------------- | -------------------- | -------------------- | --------------------------------------------------- | ------- |
| Катажина Бахледа-Цуруш, Луиза Злотковска, Катажина Возњак | потера екипно | Русија · Поб 3:04,86 | Јапан · Пор. 3:02,73 | Б. финале · Сједињене Америчке Државе · Поб 3:05,30 |         |

## Брзо клизање на кратким стазама

### Мушкарци
| Такмичар       | Дисциплина   | Квалификације | Квалификације | Четвртфинале | Четвртфинале | Полуфинале       | Полуфинале       | Финале           | Финале           |                  |
| Такмичар       | Дисциплина   | Време         | Пласман       | Време        | Пласман      | Време            | Пласман          | Време            | Пласман          |                  |
| -------------- | ------------ | ------------- | ------------- | ------------ | ------------ | ---------------- | ---------------- | ---------------- | ---------------- | ---------------- |
| Јакуб Јаворски | 1.500 матара | 2:19,163      | 4 у 5. гр.    |              |              | Није се пласирао | Није се пласирао | Није се пласирао | Није се пласирао | Није се пласирао |

### Жене
| Такмичар            | Дисциплина   | Квалификације    | Квалификације    | Четвртфинале      | Четвртфинале      | Полуфинале        | Полуфинале        | Финале            | Финале            |
| Такмичар            | Дисциплина   | Време            | Пласман          | Време             | Пласман           | Време             | Пласман           | Време             | Пласман           |
| ------------------- | ------------ | ---------------- | ---------------- | ----------------- | ----------------- | ----------------- | ----------------- | ----------------- | ----------------- |
| Паула Бзура         | 1.000 матара | 1:31,338         | 2 у 8. гр        | 1:32,662          | 4 у 4. гр         | Није се пласирала | Није се пласирала | Није се пласирала | Није се пласирала |
| Паула Бзура         | 1.500 матара | Дисквалификована | Дисквалификована | Дисквалификована  | Дисквалификована  | Дисквалификована  | Дисквалификована  | Дисквалификована  | Дисквалификована  |
| Патрицја Малишевска | 500 матара   | 58,649           | 4 у 3. гр        | Није се пласирала | Није се пласирала | Није се пласирала | Није се пласирала | Није се пласирала | Није се пласирала |
| Патрицја Малишевска | 1.500 матара | 2:25,586         | 6 у 1. гр.       |                   |                   | Није се пласирала | Није се пласирала | Није се пласирала | Није се пласирала |

## Санкање

### Мушкарци
| Такмичар       | Дисциплина  | Финале   | Финале   | Финале   | Финале   | Финале   | Финале    | Финале       |
| Такмичар       | Дисциплина  | 1. вожња | 2. вожња | 3. вожња | 4. вожња | Укупно   | Заостатак | Пласман      |
| -------------- | ----------- | -------- | -------- | -------- | -------- | -------- | --------- | ------------ |
| Маћеј Куровски | Појединачно | 49,427   | 49,200   | 49,361   | 49,039   | 3:17,027 | 3,942     | 23 / 38 (39) |

### Жене
| Такмичар           | Дисциплина  | Финале   | Финале   | Финале   | Финале   | Финале   | Финале    | Финале      |
| Такмичар           | Дисциплина  | 1. вожња | 2. вожња | 3. вожња | 4. вожња | Укупно   | Заостатак | Пласман     |
| ------------------ | ----------- | -------- | -------- | -------- | -------- | -------- | --------- | ----------- |
| Евелина Сташулонек | Појединачно | 41,975   | 41,816   | 41,948   | 41,882   | 2:47,621 | 1,097     | 8 / 27 (29) |

## Скијашки скокови
| Такмичар                                          | Дисциплина        | Квалификације | Квалификације | Прва серија                   | Прва серија | Финале                  | Финале           | Финале           |
| Такмичар                                          | Дисциплина        | Бодови        | Пласман       | Бодови                        | Пласман     | Бодови                  | Укупно           | Пласман          |
| ------------------------------------------------- | ----------------- | ------------- | ------------- | ----------------------------- | ----------- | ----------------------- | ---------------- | ---------------- |
| Стефан Хула                                       | Мала скакаоница   | 125,5         | 17 КВ         | 112,5                         | 31          | Није се пласирао        | Није се пласирао | Није се пласирао |
| Стефан Хула                                       | Велика скакаоница | 127,6         | 14 КВ         | 106,5                         | 20 КВ       | 110,                    | 217,2            | 19               |
| Адам Малиш                                        | Мала скакаоница   | АКВ           | АКВ           | 132,5                         | 3 КВ        | 137,0                   | 269,5            | 2                |
| Адам Малиш                                        | Велика скакаоница | АКВ           | АКВ           | 138,1                         | 2 КВ        | 131,3                   | 269,4            | 2                |
| Кшиштоф Мјентус                                   | Мала скакаоница   | 126,5         | 15 КВ         | 109,0                         | 36          | Није се пласирао        | Није се пласирао | Није се пласирао |
| Кшиштоф Мјентус                                   | Велика скакаоница | 127,0         | 16 КВ         | 84,7                          | 36          | Није се пласирао        | Није се пласирао | Није се пласирао |
| Камил Стох                                        | Мала скакаоница   | 127,5         | 12 КВ         | 118,5                         | 22 КВ       | 113,5                   | 232,0            | 27               |
| Камил Стох                                        | Велика скакаоница | 125,3         | 17 КВ         | 114,3                         | 13 КВ       | 109,8                   | 224,1            | 14               |
| Стефан Хула Лукаш Рутковски Камил Стох Адам Малиш | Екипно            |               |               | 484,0 122,2 108,4 116,2 137,2 | 6 КВ        | 512,7 118,5 132,6 143,1 | 996,7            | 6 /12 (12)       |

Легенда:АКВ = аутоматски квалификован; КВ = квалификован

## Скијашко трчање

### Мушкарци
| Дисциплина      | Такмичари | Квалификације | Квалификације | Четвртфинале | Четвртфинале | Полуфинале       | Полуфинале       | Финале           | Финале           |                  |
| Дисциплина      | Такмичари | Резултат      | Пласман/учес. | Резултат     | Пласман/учес | Резултат         | Пласман/учес.    | Резултат         | Пласман/учес.    |                  |
| --------------- | --------- | ------------- | ------------- | ------------ | ------------ | ---------------- | ---------------- | ---------------- | ---------------- | ---------------- |
| Маћеј Кречмер   | 15 км     |               |               |              |              |                  |                  | 37:38,0          | 66 / 95 (96)     |                  |
| Маћеј Кречмер   | Спринт    | 3:41,35       | 28 КВ         | 3:39,6       | 5            | Није се пласирао | Није се пласирао | Није се пласирао | Није се пласирао | Није се пласирао |
| Јануш Кренжелок | Спринт    | 3:41.34       | 27 Q          | 3:41.1       | 6            | Није се пласирао | Није се пласирао | Није се пласирао | Није се пласирао |                  |

### Жене
| Дисциплина                                                           | Такмичари        | Квалификације                 | Квалификације                 | Четвртфинале                  | Четвртфинале                  | Полуфинале                    | Полуфинале                    | Финале                                  | Финале                                                    |
| Дисциплина                                                           | Такмичари        | Резултат                      | Пласман/учес.                 | Резултат                      | Пласман/учес                  | Резултат                      | Пласман/учес.                 | Резултат                                | Пласман/учес.                                             |
| -------------------------------------------------------------------- | ---------------- | ----------------------------- | ----------------------------- | ----------------------------- | ----------------------------- | ----------------------------- | ----------------------------- | --------------------------------------- | --------------------------------------------------------- |
| Силвија Јасковјец                                                    | 10 слободно      |                               |                               |                               |                               |                               |                               | 26:37,2                                 | 28 /78 (78)                                               |
| Силвија Јасковјец                                                    | 15 потера        |                               |                               |                               |                               |                               |                               | 42:54,8                                 | 34 / 62 (68)                                              |
| Силвија Јасковјец                                                    | 30 класично      |                               |                               |                               |                               |                               |                               | 1:34:59,1                               | 25 / 48 (55)                                              |
| Јустина Ковалчик                                                     | 10 слободно      |                               |                               |                               |                               |                               |                               | 25:20,1                                 | 5 / 78 (78)                                               |
| Јустина Ковалчик                                                     | 15 потера        |                               |                               |                               |                               |                               |                               | 21:02,2                                 | 3                                                         |
| Јустина Ковалчик                                                     | Спринт           | 3:43,35                       | 5                             | 3:38,8                        | 1                             | 3:38,0                        | 1                             | 3:40,3                                  | 2                                                         |
| Јустина Ковалчик                                                     | 30 класично      |                               |                               |                               |                               |                               |                               | 1:30:33,7                               |                                                           |
| Паулина Маћушек                                                      | 10 слободно      |                               |                               |                               |                               |                               |                               | 27:22,1                                 | 45 78 (78)                                                |
| Паулина Маћушек                                                      | 15 потера        |                               |                               |                               |                               |                               |                               | 44:56,6                                 | 52 / 62 (68)                                              |
| Паулина Маћушек                                                      | 30 класично      |                               |                               |                               |                               |                               |                               | 1:36:31.7                               | 29 / 48 (55)                                              |
| Корнелија Марек *                                                    | 10 слободно      | Дисквалификована због допинга | Дисквалификована због допинга | Дисквалификована због допинга | Дисквалификована због допинга | Дисквалификована због допинга | Дисквалификована због допинга | 27:12,16                                | 39 / 78 (78)                                              |
| Корнелија Марек *                                                    | 15 потера        | Дисквалификована због допинга | Дисквалификована због допинга | Дисквалификована због допинга | Дисквалификована због допинга | Дисквалификована због допинга | Дисквалификована због допинга | 42:56,9                                 | 35 / 62 (68)                                              |
| Корнелија Марек *                                                    | 30 класично      | Дисквалификована због допинга | Дисквалификована због допинга | Дисквалификована због допинга | Дисквалификована због допинга | Дисквалификована због допинга | Дисквалификована због допинга | 1:33:15,4                               | 11 / 48 (55)                                              |
| Корнелија Марек Јустина Ковалчик Паулина Маћушек Силвија Јасковјец * | штафета 4 х 5 км |                               |                               |                               |                               |                               |                               | 56:29,4 15:25,3 14:00,3 13:38,4 13:25,4 | 6 / 16 (16) Дисквалификована због допинга Корнелије Марек |

* Корнелија Марек је била позитивна на допинг контроли после трке штафета, што је потврђено и на другој контроли 12. марта. Штафета је дисквалификована, а сви њени појединачни резултати су брисани.

## Слободно скијање

### Жене
| Такмичарка      | Дисциплина | Квалификације | Квалификације | Осмина финала | Четвртфинале | Полуфинале        | Финале            | Финале            | Финале         |
| Такмичарка      | Дисциплина | Време         | Пласман       | Пласман       | Пласман      | Пласман           | Б финале          | Финале            | Пласман        |
| --------------- | ---------- | ------------- | ------------- | ------------- | ------------ | ----------------- | ----------------- | ----------------- | -------------- |
| Каролина Рјемен | Ски крос   | 1:21,36       | 26 КВ         | 2 у гр. 7 КВ  | 4 у гр 4.    | Није се пласирала | Није се пласирала | Није се пласирала | 9-14 / 35 (35) |

## Сноубординг
Халфпајп
| Такмичарка      | Квалификације | Квалификације | Квалификације | Полуфинале        | Полуфинале        | Полуфинале        | Финале            | Финале            | Финале            | Пласман           |
| Такмичарка      | 1. вожња      | 2. вожња      | Пласман       | 1. вожња          | 2. вожња          | Пласман           | 1. вожња          | 2. вожња          | Пласман           | Пласман           |
| --------------- | ------------- | ------------- | ------------- | ----------------- | ----------------- | ----------------- | ----------------- | ----------------- | ----------------- | ----------------- |
| Михал Лигоцки   | Халфпајп М    | 11,1          | 19 гр. 1      | Није се пласирао  | Није се пласирао  | Није се пласирао  | Није се пласирао  | Није се пласирао  | Није се пласирао  | Није се пласирао  |
| Паулина Лигоцка | Халфпајп Ж    | 11,1          | 28 / 30       | Није се пласирала | Није се пласирала | Није се пласирала | Није се пласирала | Није се пласирала | Није се пласирала | Није се пласирала |

Сноубод крос
| Такмичар       | Квалификације   | Квалификације | Осмина финала | Четвртфинале | Полуфинале       | Финале           | Пласман          |                  |
| Такмичар       | Време           | Пласман       | Пласман       | Пласман      | Пласман          | Финале           | Пласман          |                  |
| -------------- | --------------- | ------------- | ------------- | ------------ | ---------------- | ---------------- | ---------------- | ---------------- |
| Маћеј Јодко    | Сноуборд крос М | 1:24,11       | 27 / 35       | 3 у 6 гр.    | Није се пласирао | Није се пласирао | Није се пласирао | Није се пласирао |
| Матеуш Лигоцки | Сноуборд крос М | 1:24,11       | 28 / 35       | 4 у 3 гр     | Није се пласирао | Није се пласирао | Није се пласирао | Није се пласирао |

## Уметничко клизање
| Клизач/ица                       | Дисциплина | Кратки програм | Кратки програм | Слободни састав                      | Слободни састав                      | Укупно                               | Укупно                               |
| Клизач/ица                       | Дисциплина | Оцене          | Пласман        | Оцене                                | Пласман                              | Оцене                                | Пласман                              |
| -------------------------------- | ---------- | -------------- | -------------- | ------------------------------------ | ------------------------------------ | ------------------------------------ | ------------------------------------ |
| Пшемислав Домањски               | Мушкарци   | 52,14          | 28 /30         | Није се пласирао за слободни састав  | Није се пласирао за слободни састав  | Није се пласирао за слободни састав  | Није се пласирао за слободни састав  |
| Анна Јуркјевич                   | Жене       | 36,10          | 30 / 30        | Није се пласирала за слободни састав | Није се пласирала за слободни састав | Није се пласирала за слободни састав | Није се пласирала за слободни састав |
| Јоанна Сулеј / Матеуш Хрушћињски | Парови     | 39,30          | 20             | 86,52                                | 18                                   | 125,82                               | 18 / 20                              |